# 混合層

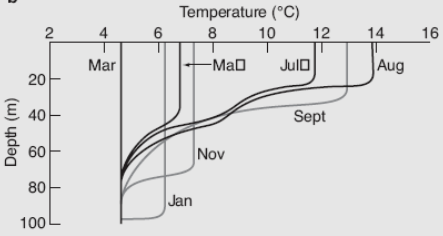
混合層不同月份中深度（縱軸）與溫度（橫軸）的變化。

混合層（英語：Mixing Layer）位於海洋最上層，此區陽光會穿透海水加熱，加上波浪、海流等上下混合，為一層鹽度以及溫度都近乎相同的區域。

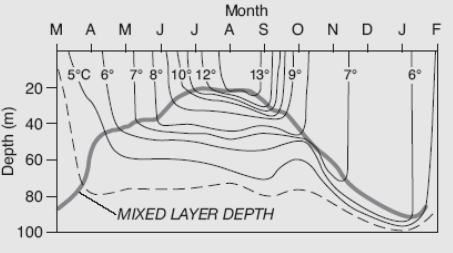
混合層深度（縱軸）隨著月份（橫軸）的變化，其中有標示等溫線。

## 簡介
當風吹過海洋表面，會攪拌上層海水，最後會形成一層性質近乎相同的海水，底部溫度通常會比表面低個0.02到0.1度。此層的光線充足，多浮游植物和海洋生物。

### 厚度與溫度分佈[1]
對熱帶以及中緯度海洋來說，混合層厚度通常介於10到200公尺。
混合層深度及溫度會因下列兩個作用而隨日期不同而變，亦有季節性變化：
1. 海洋表面的加熱以及散熱作用。
  - 溫度改變會導致混合層密度與下層海水的密度差異：若溫度差異越大，則需要更多功來使下層海水混合。
2. 混合層中的亂流會將熱向下混合。
  - 亂流的大小決定於風速以及破浪（英语：Breaking wave）：亂流會將混合層內的海水混合，也會將混合層與溫躍層混合。

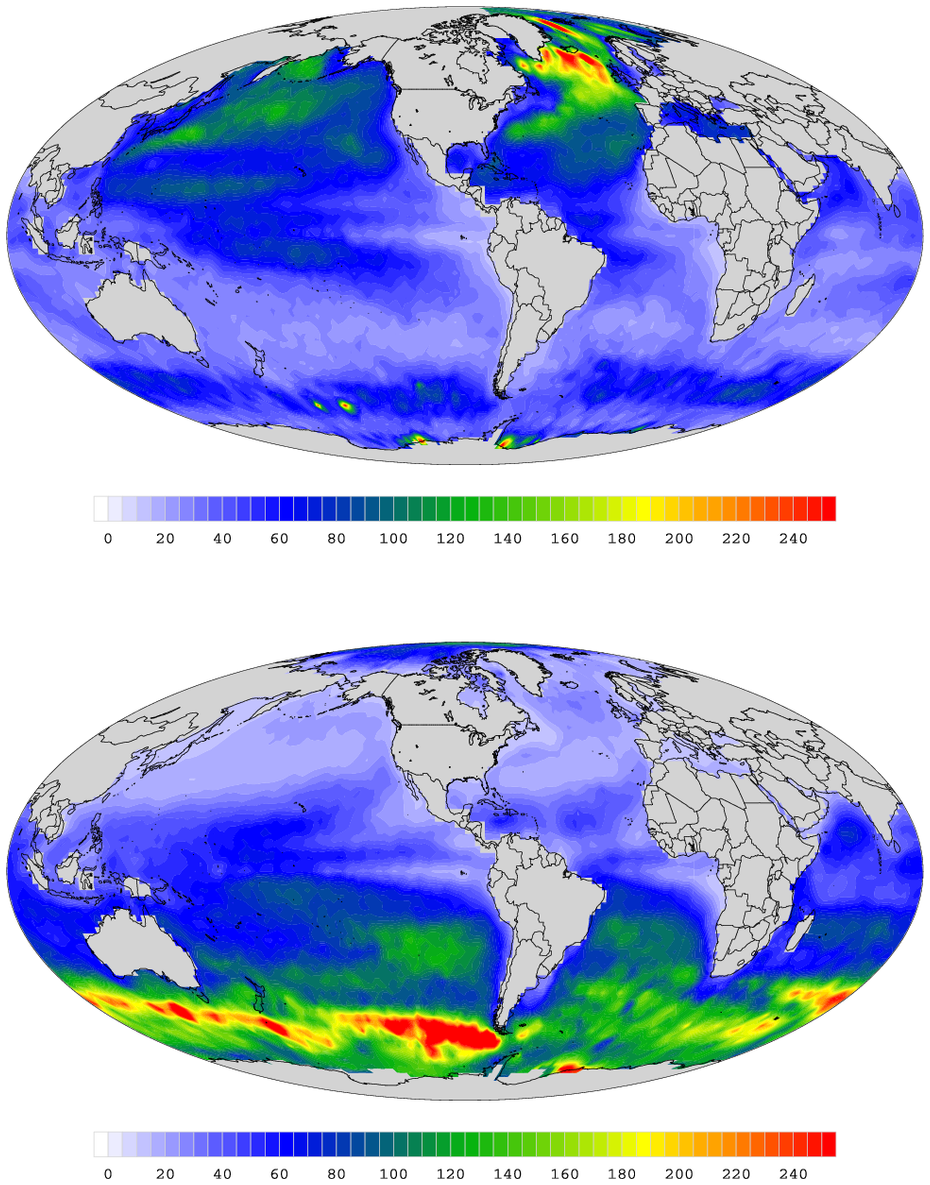
全球海洋中的混合層深度分佈：北半球冬天（上圖）；北半球夏天（下圖）。

在中緯度地區，混合層在夏天將結束時會最薄，主要是因為弱風以及強烈日光。到了秋天，風暴會將較熱的上層海水與下層攪拌，加厚混合層。冬天時，熱量會散失，但是混合層會進一步加深，直到冬天末期達到最深。春天到來後，風漸弱，日光漸強，會加熱海水表面，形成新的混合層。

### 鹽度
在緯度10o到40o地區，混合層鹽度會比溫躍層高，主要是強烈蒸發所致。而在高緯度地區，因降雨以及融冰影響，混合層鹽度會比溫躍層低。在某些熱帶地區（例如西太平洋暖池），當地降雨會造成薄且鹽度少的混合層。